# Arrastre de ganado
El arrastre de ganado es un deporte practicado en las islas Canarias, existiendo competiciones regulares en Tenerife, La Palma y Gran Canaria. 

## Historia

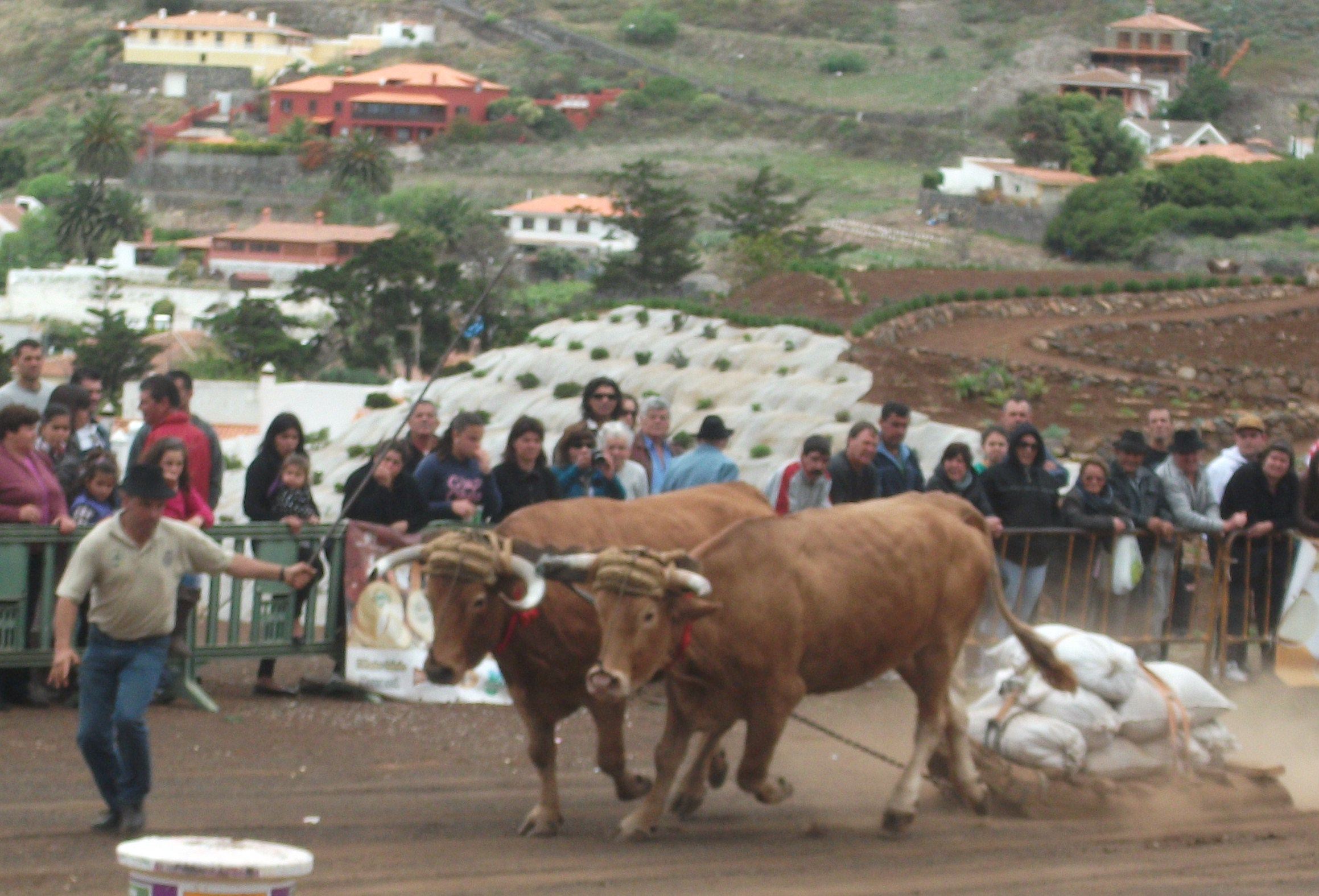
Arrastre de ganado

Surgió ligado al proceso de selección de las reses más aptas para trabajar en el campo, desafiándose sus dueños para ver qué yunta era más fuerte o resistente realizando las labores del campo o el transporte de materiales. En 1938 Don Pedro López Zumel, veterinario municipal de La Laguna (Tenerife) incorporó el arrastre de ganado en el marco de las fiestas en honor al Santísimo Cristo de La Laguna, creándose un reglamento hoy desaparecido. Así esta afición tomó gran importancia hasta la década de 1960. En 1996 se crea la Federación de Arrastre canario. Actualmente las diferentes pruebas suelen tener lugar con motivo de las diferentes fiestas de cada pueblo.

## Descripción

### Desarrollo
Consiste en que cada yunta de ganado vacuno debe realizar un trayecto de ida y vuelta de 35 metros arrastrando un peso determinado con un límite de tres minutos. La ganadora será la que lo realice en un espacio de tiempo más corto. Cada yunta debe estar formada por vacas o toros (no mezclados). Estas se inscriben en diferentes categorías en función del peso que vayan a arrastrar durante la prueba. 
A la persona que guía a la yunta se le llama guayero o boyero. Tradicionalmente siempre han sido hombres adultos, aunque en la actualidad también participan mujeres. Desde 2008 también existe una liga infantil. 

### Características del terreno
El terreno donde se lleven a cabo las pruebas debe ser rectangular y tener 50 m de largo por 15 de ancho. Se debe señalizar el recorrido de 35 m que deben realizar las yuntas. La superficie debe ser compacta, preferiblemente de tierra para que las pezuñas de los animales agarren bien.

### Materiales
Los materiales necesarios para realizar una prueba son: yugo, una cadena, una vara con la que "tocar" a los animales,  sacos de 100 kg de peso y una corsa (donde se colocan los sacos). Al peso total de sacos hay que añadirles los casi 200 kg que pesa la corsa y el rozamiento existente entre esta y la superficie del suelo por la que se arrastra. El número de sacos según las categorías es:
Vacas:
De 3ª: 6 sacos
De 2ª: 7 sacos
De 1ª: 8 sacos
Toros:
De 3ª:8 sacos
De 2ª:9 sacos
De1ª:11 sacos